# Дадиани, Георгий Григорьевич
Дадиан-Мингрельский Георгий Григорьевич (груз. გიორგი დადიანი; 1798 — после 1851) — светлейший князь из дома Дадиани, русский генерал.

## Биография
Младший сын князя Григория Дадиани (1770 — 23.10.1804), владетельного князя Мегрелии (с 1788) и царевны Нино Георгиевны (15.04.1772 — 5.10.1847, Петербург), дочери последнего царя Грузии Георгия XII.
Из Пажеского корпуса в 1817 выпущен в Преображенский полк. Князь Дадиан носил титул светлейшего князя Мингрельского с 21.08.1834 г. (личное пожалование предиката светлости), а в 1838 г. по просьбе светлейшей княгини Нины Георгиевны рязанское дворянское депутатское собрание рассмотрело вопрос о внесении князя Дадиана в V часть родословной книги Рязанского дворянства. Генерал-майор. Рязанский помещик, владелец с. Парышенка, Кипчаково и Княжое (Стрекалово) Ряжского уезда.
Жена (с 1839) графиня Елизавета Павловна фон дер Пален. Детей не было. Родственник и наследник — коллежский асессор (1848), князь Георгий Александрович Дадиан.